# Ivan XXI.
Ivan XXI., rođen kao Pedro Julião (lat. Petrus Juliani ili Petrus Hispanus) (Lisabon, o. 1215. – Viterbo, 20. svibnja 1277.), portugalski svećenik, papa od 8. rujna 1276. do 20. svibnja 1277. godine.

## Životopis
Školovanje je počeo u rodnom Lisabonu, a studij nastavio na pariškom sveučilištu gdje je učio dijalektiku, logiku, Aristotelovu fiziku i metafiziku, teologiju i medicinu.
Po završetku studija, 1247. godine pozvan je za profesora medicine na sveučilištu u Sieni. Tu je napisao Summulæ logicales, koje je sljedećih tristo godina bilo nezaobilazno štivo iz logike.
Između 1261. i 1272. napredovao je u crkvenoj hijerarhiji, da bi naposljetku postao osobni liječnik Grgura X. U to vrijeme napisao je medicinsko djelo Thesaurus pauperum, u kojem opisuje bolesti za svaki dio tijela. Godine 1273. imenovamn je nadbiskupom Brage, a uskoro kardinalom-biskupom Tusculuma.
Godine 1277. imenovan je i okrunjen za papu pod imenom Ivan XXI. (zapravo XX-ti, jer je prethodni papa tog imena bio Ivan XIX.).
Poslije papine smrti kružile su razne glasine, između ostalog postojalo je vjerovanje da se bavio magijom, što je vjerojatno zasnovano na njegovom velikom medicinskom znanju.